# Чайка (дача В. В. Лужского)
«Ча́йка» — дача Василия Васильевича Лужского, построена в 1904 году по проекту художника Виктора Андреевича Симова. Является памятником культуры регионального значения и объектом культурного наследия Российской Федерации.

## История
«Чайка» была построена в Иваньково — дачном посёлке актёров МХТа, по соседству с усадьбой Покровское-Стрешнево на северо-западе от Москвы. Ведущий врач-гигиенист того времени Фёдор Эрисман называл местный климат лучшим в Подмосковье, благодаря ему Иваньковские дачи были популярны среди москвичей. Отдыхать сюда приезжали известные деятели культуры: Владимир Немирович-Данченко, Антон Чехов, Алексей Толстой и Михаил Булгаков.
16-18 августа 1905 года на даче у Василия Лужского гостил Константин Станиславский. В письме своей жене он так отзывался о «Чайке»:

Дача у него — восторг. Симов отличился. Все оригинально, удобно и хоть и вычурно, но талантливо. Внутренность вроде парохода. Чисто, так как все из дерева и съемных подушек. Вместо занавесок на террасе — паруса. Фонтан ударяет по колокольчикам и издает созвучие. Там отлично работается.
Позволить себе отдых в Иваньково могли только обеспеченные люди: летом 1908 года меблированные дома сдавались в аренду по цене от 100 до 2 тысяч рублей за сезон.
В 1912 году Марина Цветаева приглашала Веру Эфрон в Иваньково:

Мы живем на даче у артистки Художественного театра Самаровой Марии Александровны, в отдельном домике. Есть чудесная комната для Вас, с отдельной маленькой террасой и входом. Как только приедете в Москву, непременно, приезжайте к нам … Лиля умоляет Вас сделать это, несмотря на сравнительную дороговизну пансиона (50 р.)
Режим и воздух здесь очень хорошие. На соседней даче живут Крандиевские, которые предлагают Вам свое гостеприимство в случае, если цена пансиона Вам не подойдет.
Дорога сюда следующая: на трамвае до Петровского парка, потом на извозчике до самой нашей дачи (75 коп.). Нанимайте в деревню Иваньково, извозчики уже знают.
В 1914 году «Чайку» купил дядя Василия Лужского — Владимир Валентинович Крестовников, успешный предприниматель и владелец нескольких фабрик.
В 1918-м году по личному указу Владимира Ленина прежние владельцы были лишены прав собственности на дачный посёлок. На его месте решено было открыть санаторий, а некоторые дачи — отдать во временное владение ответственным работникам ВЦИК. «Чайка» дала название новому дому отдыха ВКПб, позднее — МГК КПСС. Ленин приезжал туда неоднократно: в январе 1920 года вместе с Надеждой Крупской, Марией и Дмитрием Ульяновыми и доктором Владимиром Обухом. В ноябре-декабре того же года Ленин навещал в нём детей Инессы Арманд и свою сестру Анну, находившуюся на лечении.
В 1991 году «Чайка» вошла в состав пансионата Управления делами мэрии Москвы.
Постановлением Правительства Москвы от 11 ноября 1997 года № 787 дача была исключена из списка памятников истории федерального значения и рекомендована к внесению в перечень объектов культурного наследия города Москвы. Этот статус «Чайка» получила в 2007 году.
В настоящее время доступ к «Чайке» закрыт, она входит в территорию закрытого правительственного коттеджного посёлка. Имя бывшей дачи Лужского носит элитный жилой комплекс в Покровском-Стрешнево «Чайка».